# Répteis
Os répteis (latim científico: Reptilia) constituem uma classe de animais vertebrados tetrápodes e ectotérmicos, ou seja, não possuem temperatura corporal constante. São todos amniotas (animais cujos embriões são rodeados por uma membrana amniótica), característica que lhes permitiu ficarem independentes da água para reprodução, ao contrário dos anfíbios. Os répteis atuais são representados por quatro ordens: Testudines, Crocodylia, Squamata e Rhynchocephalia.
A pele dos répteis é seca, sem glândulas mucosas, e revestida por escamas de origem epidérmica ou por placas ósseas de origem dérmica. Com tais características a pele dos répteis apresenta grande resistência. Seu sistema respiratório é mais complexo se comparado com o dos anfíbios. Nos répteis os sexos são distintos (macho e fêmea) e a maior parte geralmente é ovípara.
Os répteis são encontrados em todos os continentes, apesar de suas principais distribuições compreenderem os trópicos e subtrópicos. Não possuem uma temperatura corporal constante, são ectotérmicos e necessitam do calor externo para regulação da temperatura corporal, por isso habitam ambientes quentes e tropicais. Conseguem até um certo ponto regular ativamente a temperatura corporal, que é altamente dependente da temperatura ambiente. A maioria das espécies de répteis são carnívoras e ovíparas (depositam ovos). Algumas espécies são ovovivíparas, e algumas poucas espécies são realmente vivíparas.
Os dinossauros, extintos no final do Mesozoico, pertencem à superordem Dinosauria, também integrada na classe dos répteis. Outros répteis pré-históricos são os membros das ordens Pterosauria, Plesiosauria e Ichthyosauria.

## Classificação

### Taxonomia
Classificação hierárquica dos répteis, segundo Benton (2015). Grupos marcados com asterisco (*) são parafiléticos, e grupos marcados com uma cruz (†) estão extintos.
Class Reptilia
- †Subclasse Parareptilia
  - †Ordem Pareiasauromorpha
- Subclasse Eureptilia
  - †Ordem Younginiformes
  - Ordem Testudinata (tartarugas)
  - Infraclasse Lepidosauromorpha
    - Infrasubclasse sem nome
      - †Infraclasse Ichthyosauria
      - †Ordem Thalattosauria
      - Superordem Lepidosauriformes
        - Ordem Rhynchocephalia (tuatara)
        - Ordem Squamata (lagartos e serpentes)

    - †Infrasubclasse Sauropterygia
      - †Ordem Placodontia
      - †Ordem Eosauropterygia
      - †Ordem Plesiosauria

  - Infraclasse Archosauromorpha
    - †Ordem Rhynchosauria
    - †Ordem Protorosauria
    - †Ordem Phytosauria
    - Divisão Archosauriformes
      - Subdivisão Archosauria
        - Superordem Crocodylomorpha
          - Ordem Crocodilia

        - Infradivisão Avemetatarsalia
          - Infrasubdivisão Ornithodira
            - †Ordem Pterosauria
            - Superordem Dinosauria
              - †Ordem Ornithischia
              - Ordem Saurischia
                - Classe Aves

### Filogenia

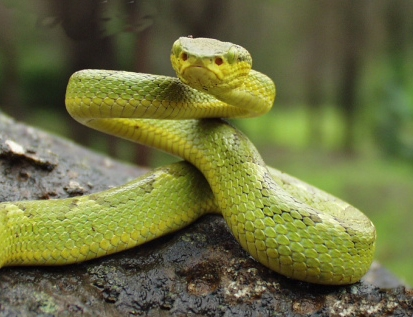
Uma serpente.

A classificação lineana dos répteis não inclui certos grupos que evoluíram a partir deles (as aves e os mamíferos), sendo por isso um grupo parafilético. Em anos recentes, grande parte dos taxonomistas defendem que a classificação deveria ser monofilética, seguindo a escola de pensamento cladística ou seja, os grupos deveriam incluir todos os descendentes de uma forma particular. Colin Tudge diz:
Os mamíferos são um "clado", e consequentemente os "cladistas" são felizes em reconhecer o táxon tradicional dos mamíferos. As Aves são também um clado. Na realidade, Mamíferos e Aves são sub-ramos dentro do clado principal dos Amniotas. Contudo, a classe tradicional Reptilia não é um clado, mas apenas uma seção do clado Amniotas, que restou após a remoção dos grupos Mamíferos e Aves. Não pode ser definida por sinapomorfias, como seria apropriado. Em vez disso, é definida pela combinação das características que possuem e as que faltam: répteis são os amniotas a que faltam pelos ou penas, ou seja, no máximo poderíamos dizer que os répteis, na definição tradicional, são amniotas 'não-aves' e 'não-mamíferos'.

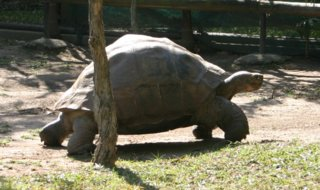
A tartaruga-das-galápagos (Geochelone nigra) Harriet (c.1830-2006), que viveu aproximadamente 176 anos

Filogeneticamente, o grupo Amniota se subdivide em dois clados: Synapsida e Sauropsida. O primeiro inclui os mamíferos como os únicos representantes vivos, e o segundo inclui escamados, tuataras, quelônios, crocodilianos, aves, e vários grupos extintos.
Definições modernas de Reptilia geralmente tratam o grupo como monofilético, incluindo as aves, mas não incluindo os mamíferos e seus parentes extintos que tradicionalmente eram considerados répteis. Alguns consideram Reptilia e Sauropsida como sendo sinónimos, enquanto outros definem Reptilia como um clado ligeiramente menos amplo que Sauropsida, não contendo a família Mesosauridae.
O cladograma a seguir, baseado na pesquisa de Laurin & Reisz (1995) ilustra as relações filogenéticas dos répteis com outros amniotas:
|         | †Pareiasauria                                                                                    |
|         |                                                                                                  |
| unnamed | \| \| †Procolophonoidea \| \| \| \| \| \| Testudines (tartarugas, jabutis e cágados) \| \| \| \| |
|         | \| \| †Procolophonoidea \| \| \| \| \| \| Testudines (tartarugas, jabutis e cágados) \| \| \| \| |
|         | †Procolophonoidea                                                                                |
|         |                                                                                                  |
|         | Testudines (tartarugas, jabutis e cágados)                                                       |
|         |                                                                                                  |

|  | †Procolophonoidea                          |
|  |                                            |
|  | Testudines (tartarugas, jabutis e cágados) |
|  |                                            |

|         | †Pareiasauria                                                                                    |
|         |                                                                                                  |
| unnamed | \| \| †Procolophonoidea \| \| \| \| \| \| Testudines (tartarugas, jabutis e cágados) \| \| \| \| |
|         | \| \| †Procolophonoidea \| \| \| \| \| \| Testudines (tartarugas, jabutis e cágados) \| \| \| \| |
|         | †Procolophonoidea                                                                                |
|         |                                                                                                  |
|         | Testudines (tartarugas, jabutis e cágados)                                                       |
|         |                                                                                                  |

|  | †Procolophonoidea                          |
|  |                                            |
|  | Testudines (tartarugas, jabutis e cágados) |
|  |                                            |

|           | †Captorhinidae |
|           | |
| Romeriida | \| \| †Protorothyrididae * \| \| \| \| \| \| Diapsida (lagartos, serpentes, crocodilianos, aves, etc.) \| \| \| \| |
|           | \| \| †Protorothyrididae * \| \| \| \| \| \| Diapsida (lagartos, serpentes, crocodilianos, aves, etc.) \| \| \| \| |
|           | †Protorothyrididae *                                                                                               |
|           | |
|           | Diapsida (lagartos, serpentes, crocodilianos, aves, etc.)                                                          |
|           | |

|  | †Protorothyrididae *                                      |
|  |                                                           |
|  | Diapsida (lagartos, serpentes, crocodilianos, aves, etc.) |
|  |                                                           |

|         | †Pareiasauria                                                                                    |
|         |                                                                                                  |
| unnamed | \| \| †Procolophonoidea \| \| \| \| \| \| Testudines (tartarugas, jabutis e cágados) \| \| \| \| |
|         | \| \| †Procolophonoidea \| \| \| \| \| \| Testudines (tartarugas, jabutis e cágados) \| \| \| \| |
|         | †Procolophonoidea                                                                                |
|         |                                                                                                  |
|         | Testudines (tartarugas, jabutis e cágados)                                                       |
|         |                                                                                                  |

|  | †Procolophonoidea                          |
|  |                                            |
|  | Testudines (tartarugas, jabutis e cágados) |
|  |                                            |

|         | †Pareiasauria                                                                                    |
|         |                                                                                                  |
| unnamed | \| \| †Procolophonoidea \| \| \| \| \| \| Testudines (tartarugas, jabutis e cágados) \| \| \| \| |
|         | \| \| †Procolophonoidea \| \| \| \| \| \| Testudines (tartarugas, jabutis e cágados) \| \| \| \| |
|         | †Procolophonoidea                                                                                |
|         |                                                                                                  |
|         | Testudines (tartarugas, jabutis e cágados)                                                       |
|         |                                                                                                  |

|  | †Procolophonoidea                          |
|  |                                            |
|  | Testudines (tartarugas, jabutis e cágados) |
|  |                                            |

|           | †Captorhinidae |
|           | |
| Romeriida | \| \| †Protorothyrididae * \| \| \| \| \| \| Diapsida (lagartos, serpentes, crocodilianos, aves, etc.) \| \| \| \| |
|           | \| \| †Protorothyrididae * \| \| \| \| \| \| Diapsida (lagartos, serpentes, crocodilianos, aves, etc.) \| \| \| \| |
|           | †Protorothyrididae *                                                                                               |
|           | |
|           | Diapsida (lagartos, serpentes, crocodilianos, aves, etc.)                                                          |
|           | |

|  | †Protorothyrididae *                                      |
|  |                                                           |
|  | Diapsida (lagartos, serpentes, crocodilianos, aves, etc.) |
|  |                                                           |

|         | †Pareiasauria                                                                                    |
|         |                                                                                                  |
| unnamed | \| \| †Procolophonoidea \| \| \| \| \| \| Testudines (tartarugas, jabutis e cágados) \| \| \| \| |
|         | \| \| †Procolophonoidea \| \| \| \| \| \| Testudines (tartarugas, jabutis e cágados) \| \| \| \| |
|         | †Procolophonoidea                                                                                |
|         |                                                                                                  |
|         | Testudines (tartarugas, jabutis e cágados)                                                       |
|         |                                                                                                  |

|  | †Procolophonoidea                          |
|  |                                            |
|  | Testudines (tartarugas, jabutis e cágados) |
|  |                                            |

|         | †Pareiasauria                                                                                    |
|         |                                                                                                  |
| unnamed | \| \| †Procolophonoidea \| \| \| \| \| \| Testudines (tartarugas, jabutis e cágados) \| \| \| \| |
|         | \| \| †Procolophonoidea \| \| \| \| \| \| Testudines (tartarugas, jabutis e cágados) \| \| \| \| |
|         | †Procolophonoidea                                                                                |
|         |                                                                                                  |
|         | Testudines (tartarugas, jabutis e cágados)                                                       |
|         |                                                                                                  |

|  | †Procolophonoidea                          |
|  |                                            |
|  | Testudines (tartarugas, jabutis e cágados) |
|  |                                            |

|           | †Captorhinidae |
|           | |
| Romeriida | \| \| †Protorothyrididae * \| \| \| \| \| \| Diapsida (lagartos, serpentes, crocodilianos, aves, etc.) \| \| \| \| |
|           | \| \| †Protorothyrididae * \| \| \| \| \| \| Diapsida (lagartos, serpentes, crocodilianos, aves, etc.) \| \| \| \| |
|           | †Protorothyrididae *                                                                                               |
|           | |
|           | Diapsida (lagartos, serpentes, crocodilianos, aves, etc.)                                                          |
|           | |

|  | †Protorothyrididae *                                      |
|  |                                                           |
|  | Diapsida (lagartos, serpentes, crocodilianos, aves, etc.) |
|  |                                                           |

|         | †Pareiasauria                                                                                    |
|         |                                                                                                  |
| unnamed | \| \| †Procolophonoidea \| \| \| \| \| \| Testudines (tartarugas, jabutis e cágados) \| \| \| \| |
|         | \| \| †Procolophonoidea \| \| \| \| \| \| Testudines (tartarugas, jabutis e cágados) \| \| \| \| |
|         | †Procolophonoidea                                                                                |
|         |                                                                                                  |
|         | Testudines (tartarugas, jabutis e cágados)                                                       |
|         |                                                                                                  |

|  | †Procolophonoidea                          |
|  |                                            |
|  | Testudines (tartarugas, jabutis e cágados) |
|  |                                            |

|         | †Pareiasauria                                                                                    |
|         |                                                                                                  |
| unnamed | \| \| †Procolophonoidea \| \| \| \| \| \| Testudines (tartarugas, jabutis e cágados) \| \| \| \| |
|         | \| \| †Procolophonoidea \| \| \| \| \| \| Testudines (tartarugas, jabutis e cágados) \| \| \| \| |
|         | †Procolophonoidea                                                                                |
|         |                                                                                                  |
|         | Testudines (tartarugas, jabutis e cágados)                                                       |
|         |                                                                                                  |

|  | †Procolophonoidea                          |
|  |                                            |
|  | Testudines (tartarugas, jabutis e cágados) |
|  |                                            |

|           | †Captorhinidae |
|           | |
| Romeriida | \| \| †Protorothyrididae * \| \| \| \| \| \| Diapsida (lagartos, serpentes, crocodilianos, aves, etc.) \| \| \| \| |
|           | \| \| †Protorothyrididae * \| \| \| \| \| \| Diapsida (lagartos, serpentes, crocodilianos, aves, etc.) \| \| \| \| |
|           | †Protorothyrididae *                                                                                               |
|           | |
|           | Diapsida (lagartos, serpentes, crocodilianos, aves, etc.)                                                          |
|           | |

|  | †Protorothyrididae *                                      |
|  |                                                           |
|  | Diapsida (lagartos, serpentes, crocodilianos, aves, etc.) |
|  |                                                           |

|         | †Pareiasauria                                                                                    |
|         |                                                                                                  |
| unnamed | \| \| †Procolophonoidea \| \| \| \| \| \| Testudines (tartarugas, jabutis e cágados) \| \| \| \| |
|         | \| \| †Procolophonoidea \| \| \| \| \| \| Testudines (tartarugas, jabutis e cágados) \| \| \| \| |
|         | †Procolophonoidea                                                                                |
|         |                                                                                                  |
|         | Testudines (tartarugas, jabutis e cágados)                                                       |
|         |                                                                                                  |

|  | †Procolophonoidea                          |
|  |                                            |
|  | Testudines (tartarugas, jabutis e cágados) |
|  |                                            |

|         | †Pareiasauria                                                                                    |
|         |                                                                                                  |
| unnamed | \| \| †Procolophonoidea \| \| \| \| \| \| Testudines (tartarugas, jabutis e cágados) \| \| \| \| |
|         | \| \| †Procolophonoidea \| \| \| \| \| \| Testudines (tartarugas, jabutis e cágados) \| \| \| \| |
|         | †Procolophonoidea                                                                                |
|         |                                                                                                  |
|         | Testudines (tartarugas, jabutis e cágados)                                                       |
|         |                                                                                                  |

|  | †Procolophonoidea                          |
|  |                                            |
|  | Testudines (tartarugas, jabutis e cágados) |
|  |                                            |

|           | †Captorhinidae |
|           | |
| Romeriida | \| \| †Protorothyrididae * \| \| \| \| \| \| Diapsida (lagartos, serpentes, crocodilianos, aves, etc.) \| \| \| \| |
|           | \| \| †Protorothyrididae * \| \| \| \| \| \| Diapsida (lagartos, serpentes, crocodilianos, aves, etc.) \| \| \| \| |
|           | †Protorothyrididae *                                                                                               |
|           | |
|           | Diapsida (lagartos, serpentes, crocodilianos, aves, etc.)                                                          |
|           | |

|  | †Protorothyrididae *                                      |
|  |                                                           |
|  | Diapsida (lagartos, serpentes, crocodilianos, aves, etc.) |
|  |                                                           |

|         | †Pareiasauria                                                                                    |
|         |                                                                                                  |
| unnamed | \| \| †Procolophonoidea \| \| \| \| \| \| Testudines (tartarugas, jabutis e cágados) \| \| \| \| |
|         | \| \| †Procolophonoidea \| \| \| \| \| \| Testudines (tartarugas, jabutis e cágados) \| \| \| \| |
|         | †Procolophonoidea                                                                                |
|         |                                                                                                  |
|         | Testudines (tartarugas, jabutis e cágados)                                                       |
|         |                                                                                                  |

|  | †Procolophonoidea                          |
|  |                                            |
|  | Testudines (tartarugas, jabutis e cágados) |
|  |                                            |

|         | †Pareiasauria                                                                                    |
|         |                                                                                                  |
| unnamed | \| \| †Procolophonoidea \| \| \| \| \| \| Testudines (tartarugas, jabutis e cágados) \| \| \| \| |
|         | \| \| †Procolophonoidea \| \| \| \| \| \| Testudines (tartarugas, jabutis e cágados) \| \| \| \| |
|         | †Procolophonoidea                                                                                |
|         |                                                                                                  |
|         | Testudines (tartarugas, jabutis e cágados)                                                       |
|         |                                                                                                  |

|  | †Procolophonoidea                          |
|  |                                            |
|  | Testudines (tartarugas, jabutis e cágados) |
|  |                                            |

|           | †Captorhinidae |
|           | |
| Romeriida | \| \| †Protorothyrididae * \| \| \| \| \| \| Diapsida (lagartos, serpentes, crocodilianos, aves, etc.) \| \| \| \| |
|           | \| \| †Protorothyrididae * \| \| \| \| \| \| Diapsida (lagartos, serpentes, crocodilianos, aves, etc.) \| \| \| \| |
|           | †Protorothyrididae *                                                                                               |
|           | |
|           | Diapsida (lagartos, serpentes, crocodilianos, aves, etc.)                                                          |
|           | |

|  | †Protorothyrididae *                                      |
|  |                                                           |
|  | Diapsida (lagartos, serpentes, crocodilianos, aves, etc.) |
|  |                                                           |

|         | †Pareiasauria                                                                                    |
|         |                                                                                                  |
| unnamed | \| \| †Procolophonoidea \| \| \| \| \| \| Testudines (tartarugas, jabutis e cágados) \| \| \| \| |
|         | \| \| †Procolophonoidea \| \| \| \| \| \| Testudines (tartarugas, jabutis e cágados) \| \| \| \| |
|         | †Procolophonoidea                                                                                |
|         |                                                                                                  |
|         | Testudines (tartarugas, jabutis e cágados)                                                       |
|         |                                                                                                  |

|  | †Procolophonoidea                          |
|  |                                            |
|  | Testudines (tartarugas, jabutis e cágados) |
|  |                                            |

|         | †Pareiasauria                                                                                    |
|         |                                                                                                  |
| unnamed | \| \| †Procolophonoidea \| \| \| \| \| \| Testudines (tartarugas, jabutis e cágados) \| \| \| \| |
|         | \| \| †Procolophonoidea \| \| \| \| \| \| Testudines (tartarugas, jabutis e cágados) \| \| \| \| |
|         | †Procolophonoidea                                                                                |
|         |                                                                                                  |
|         | Testudines (tartarugas, jabutis e cágados)                                                       |
|         |                                                                                                  |

|  | †Procolophonoidea                          |
|  |                                            |
|  | Testudines (tartarugas, jabutis e cágados) |
|  |                                            |

|           | †Captorhinidae |
|           | |
| Romeriida | \| \| †Protorothyrididae * \| \| \| \| \| \| Diapsida (lagartos, serpentes, crocodilianos, aves, etc.) \| \| \| \| |
|           | \| \| †Protorothyrididae * \| \| \| \| \| \| Diapsida (lagartos, serpentes, crocodilianos, aves, etc.) \| \| \| \| |
|           | †Protorothyrididae *                                                                                               |
|           | |
|           | Diapsida (lagartos, serpentes, crocodilianos, aves, etc.)                                                          |
|           | |

|  | †Protorothyrididae *                                      |
|  |                                                           |
|  | Diapsida (lagartos, serpentes, crocodilianos, aves, etc.) |
|  |                                                           |

|         | †Pareiasauria                                                                                    |
|         |                                                                                                  |
| unnamed | \| \| †Procolophonoidea \| \| \| \| \| \| Testudines (tartarugas, jabutis e cágados) \| \| \| \| |
|         | \| \| †Procolophonoidea \| \| \| \| \| \| Testudines (tartarugas, jabutis e cágados) \| \| \| \| |
|         | †Procolophonoidea                                                                                |
|         |                                                                                                  |
|         | Testudines (tartarugas, jabutis e cágados)                                                       |
|         |                                                                                                  |

|  | †Procolophonoidea                          |
|  |                                            |
|  | Testudines (tartarugas, jabutis e cágados) |
|  |                                            |

|         | †Pareiasauria                                                                                    |
|         |                                                                                                  |
| unnamed | \| \| †Procolophonoidea \| \| \| \| \| \| Testudines (tartarugas, jabutis e cágados) \| \| \| \| |
|         | \| \| †Procolophonoidea \| \| \| \| \| \| Testudines (tartarugas, jabutis e cágados) \| \| \| \| |
|         | †Procolophonoidea                                                                                |
|         |                                                                                                  |
|         | Testudines (tartarugas, jabutis e cágados)                                                       |
|         |                                                                                                  |

|  | †Procolophonoidea                          |
|  |                                            |
|  | Testudines (tartarugas, jabutis e cágados) |
|  |                                            |

|           | †Captorhinidae |
|           | |
| Romeriida | \| \| †Protorothyrididae * \| \| \| \| \| \| Diapsida (lagartos, serpentes, crocodilianos, aves, etc.) \| \| \| \| |
|           | \| \| †Protorothyrididae * \| \| \| \| \| \| Diapsida (lagartos, serpentes, crocodilianos, aves, etc.) \| \| \| \| |
|           | †Protorothyrididae *                                                                                               |
|           | |
|           | Diapsida (lagartos, serpentes, crocodilianos, aves, etc.)                                                          |
|           | |

|  | †Protorothyrididae *                                      |
|  |                                                           |
|  | Diapsida (lagartos, serpentes, crocodilianos, aves, etc.) |
|  |                                                           |

Diversas pesquisas recentes indicam que os quelônios (Testudines) na realidade pertencem ao grupo Archosauromorpha (portanto são próximos dos crocodilianos e das aves), e não em Parareptilia.

## Evolução
Existem milhares de fósseis de espécies que mostram uma clara transição entre os ancestrais dos répteis e os répteis modernos.
O primeiro verdadeiro réptil é categorizado como anapsídeo, tendo um crânio sólido com buracos apenas para boca, nariz, olhos, ouvidos e medula espinhal. Algumas pessoas acreditam que as tartarugas são os anaspídeos sobreviventes, já que eles compartilham essa estrutura de crânio, mas essa informação tem sido contestada ultimamente, com alguns argumentando que tartarugas criaram esse mecanismo de maneira a melhorar sua armadura. Os dois lados tem fortes evidências, e o conflito ainda está por ser resolvido.
Pouco depois do aparecimento dos répteis, o grupo dividiu-se em dois ramos. Um dos quais evoluiu para os mamíferos, o outro voltou a dividir-se nos lepidossauros (que inclui as cobras e lagartos modernos e talvez os répteis marinhos do Mesozóico) e nos arcossauros (crocodilos e dinossauros). Este último grupo deu origem também às aves.

## Anatomia e fisiologia
- Corpo coberto com pele seca queratinizada (não mucosa) geralmente com escamas ou escudos e poucas glândulas superficiais;
- Dois pares de extremidades (membros), cada uma tipicamente com cinco dedos terminando em garras córneas e adaptadas para correr, rastejar ou trepar; pernas semelhantes a remos nas tartarugas marinhas, reduzidas em alguns lagartos, ausentes em alguns e em todas as cobras;
- Esqueleto interno completamente ossificado; crânio com um côndilo occipital;
- Coração dividido em três cavidades: duas aurículas e um ventrículo,com a exceção do crocodilo que possui quatro cavidades; um par de arcos aórticos; glóbulos vermelhos nucleados, biconvexos e ovais;
- Respiração pulmonar; as tartarugas podem permanecer algumas horas embaixo d'água, prendendo a respiração e, para isso, o organismo funciona lentamente, o coração bate devagar, num fenômeno chamado bradicardia, e o fornecimento de oxigênio é auxiliado por um tipo de respiração acessória, em que o oxigênio dissolvido na água é absorvido pelas vias faríngica e cloacal;
- Doze pares de nervos cranianos;
- Temperatura corporal variável (pecilotermos), de acordo com o ambiente;
- Fecundação interna, geralmente por órgãos copuladores; ovos grandes, com grandes vitelos, em cascas córneas ou calcárias geralmente libertados, mas retidos pela fêmea para o desenvolvimento em alguns lagartos e cobras; estas características revelam uma adaptação evolutiva para a vida terrestre;
- Segmentação meroblástica; envoltórios embrionários (âmnio, cório, saco vitelino e alantóide) presentes durante o desenvolvimento; filhotes quando eclodem (nascem) assemelham-se aos adultos (sem metamorfoses).
- Musculatura muito desenvolvida em Squamata (cobras e lagartos) e em Crocodylia (jacarés e crocodilos), mas em Testudines (tartarugas, cágados e jabutis) a musculatura é desenvolvida apenas no pescoço.

## Répteis pré-históricos

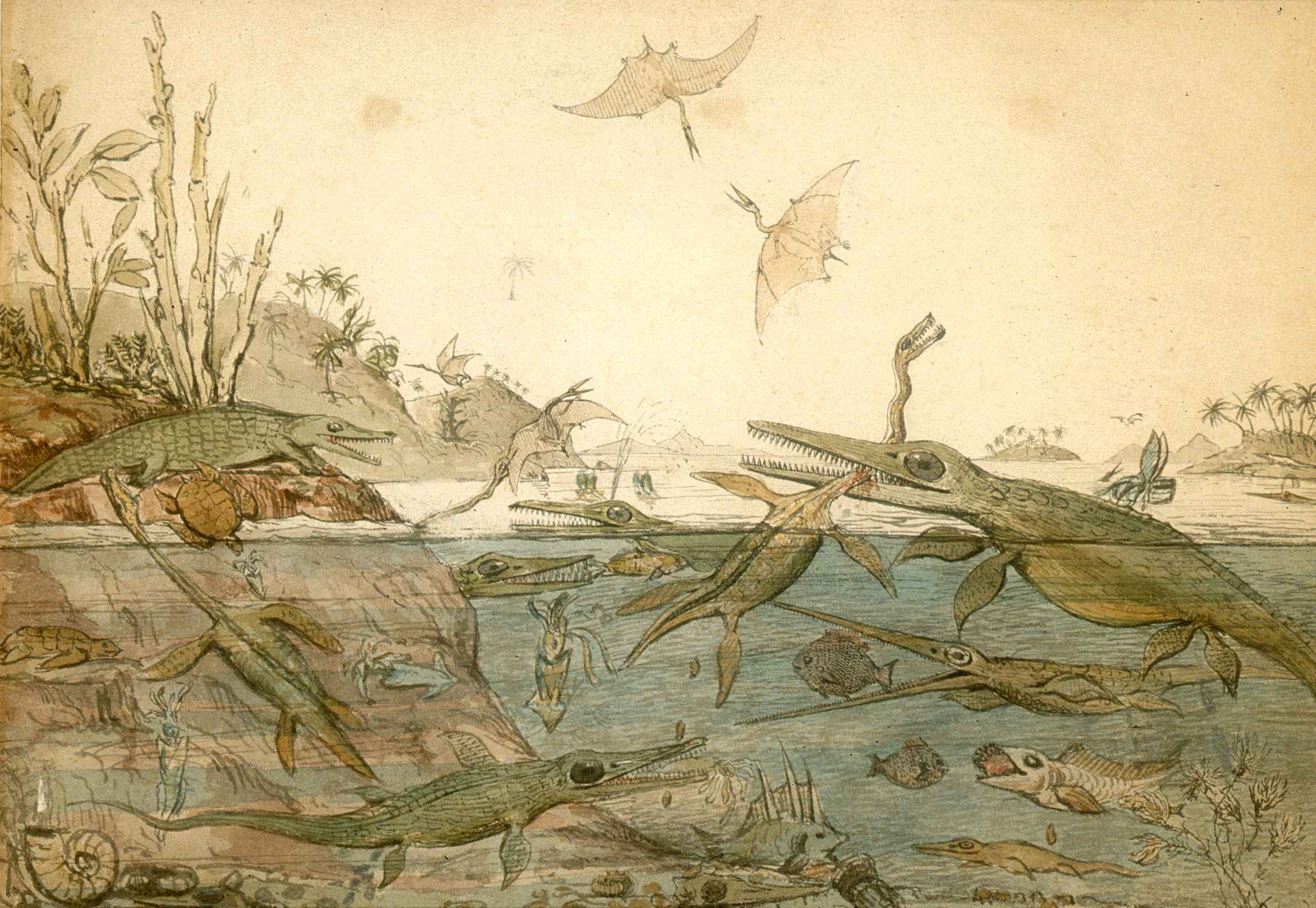
Duria Antiquior, de Henry de la Beche

Ainda que o termo réptil pré-histórico, por definição, remeta-se aos dinossauros, que foram répteis que viveram na Pré-história, costuma-se utilizá-lo também para remeter-se às três outras maiores ordens de répteis extintos que habitaram o planeta Terra no período pré-histórico, coexistindo com os dinossauros: ictiossauros, plesiossauros e pterossauros, que ao contrário dos dinossauros, podiam nadar e voar.

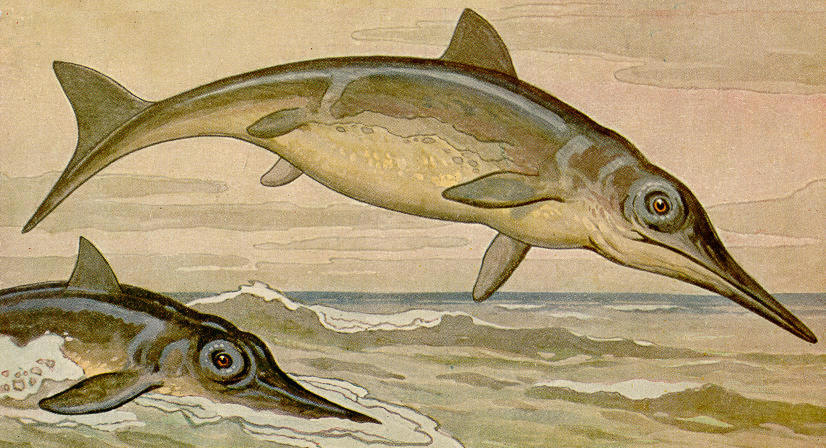
Ichthyosaurus, de Heinrich Harder

Entretanto, as quatro categorias acima não foram as únicas a englobar répteis pré-históricos. Houve muitas outras espécies — algumas vieram antes dos dinossauros, como o dimetrodonte, outras foram suas contemporâneas, como o sacissauro.